# 3Cat-4
El 3Cat-4 (llegiu "cube-cat-quatre") és el quart membre de la sèrie CubeSat del NanoSat Lab de la UPC. Aquesta missió té com a objectiu demostrar les capacitats dels nanosatèl·lits, i en particular els basats en l'estàndard CubeSat d'1 unitat, per desafiar l'observació de la Terra (EO) mitjançant el sistema global de navegació per satèl·lit - reflectometria (GNSS-R) i microones de banda L. radiometria, així com per als Serveis d'Identificació Automàtica (AIS). Els objectius d'aquesta missió són tres:
- Educatiu: el desenvolupament d'aquest nano-satèl·lit l'han dut a terme estudiants de grau i grau, que han dissenyat, implementat i validat la majoria dels seus subsistemes. A més, també s'han realitzat anàlisis de missions (p. ex. anàlisi tèrmica, pressupost d'enllaç, etc.) per part dels estudiants, que també han ideat campanyes de proves exhaustives amb equips qualificats per a la indústria. Coordinats pels caps de l'equip, diversos estudiants de grau han participat en aquesta missió, ja sigui com a part d'un curs de projecte capstone dins dels seus plans d'estudis o com a tesi de grau.[3]
- Demostració de tecnologia: la càrrega útil de microones flexible - primera versió (FMPL - 1), la càrrega útil CubeSat, s'ha desenvolupat íntegrament al laboratori i inclou tres instruments EO en un únic subsistema. A més, el 3Cat-4 també demostra la viabilitat del desplegament de l'antena de càrrega útil. Aquesta missió pretén així demostrar que aquest tipus de tecnologia és útil per a futures missions de CubeSat[4]
- Experiments científics: el 3Cat-4 CubeSat generarà observables terrestres per abordar diferents interessos científics:

- - Avalar la sensibilitat relativa dels observables GNSS-R (amplitud màxima de la forma d'ona i retard màxim derivat) a diferents bandes de freqüència (és a dir, L1 i L2).
  - Avaluar l'impacte de les correccions ionosfèriques necessàries (és a dir, diferents retards dels senyals reflectits a diferents bandes).
  - Avaluar la possible aplicació del GNSS-R a les superfícies terrestres, i en particular per inferir la humitat del sòl i la biomassa de la vegetació, amb especial atenció als boscos, on altres missions no poden fer-ho a causa de RFI (per exemple, a la banda UHF).
  - Avaluar les tècniques de detecció i mitigació de RFI per a radiòmetres digitals.
  - Creeu mapes RFI a L1, L2 i la banda protegida de 1400 a 1427 MHz.
  - Validar el disseny d'un receptor AIS per a aplicacions espacials.[5]